# 33.ª División (Ejército Popular de la República)
La 33.ª División fue una de las divisiones del Ejército Popular de la República que se organizaron durante la guerra civil española sobre la base de las Brigadas Mixtas. Estuvo desplegada en los frentes de Aragón y Guadalajara.

## Historial
La unidad fue creada el 28 de abril de 1937, como una división de reserva del Ejército del Este. El mando de la unidad recayó en el comandante de infantería Eduardo Medrano Rivas. La unidad posteriormente fue asignada al IV Cuerpo de Ejército, cubriendo el frente de Guadalajara. La 33.ª División tuvo un papel poco relevante durante la contienda.

## Mandos
Comandantes
- comandante de infantería Eduardo Medrano Rivas;[5]
- mayor de milicias José Sabín Pérez;[6]
- mayor de milicias José Ramón Poveda;
- mayor de milicias José Luzón Morales;[7]

Comisarios
- José Barberá Bonet;
- José Robusté Parés, del P. Sindicalista;[8]
- Bartolomé Muñoz Llizo, del PSOE;[9]

Jefes de Estado Mayor
- comandante de infantería Enrique Justo Luengo;[7]
- capitán de milicias Luis Vicente Galera;

## Orden de batalla
| Fecha               | Cuerpo de Ejército adscrito    | Brigadas Mixtas integradas | Frente de batalla |
| ------------------- | ------------------------------ | -------------------------- | ----------------- |
| Junio de 1937       | Reservas del Ejército del Este | 136.ª, 138.ª y 139.ª       | Aragón            |
| 30 de abril de 1938 | IV Cuerpo de Ejército          | 98.ª, 136.ª y 138.ª        | Guadalajara       |
| Noviembre de 1938   | IV Cuerpo de Ejército          | 65.ª, 136.ª y 138.ª        | Guadalajara       |